# Arier
Der Ausdruck Arier (Sanskrit आर्य ārya, avestisch airiia, altpersisch ariyā) von einer indogermanischen Wurzel *ar- mit unsicherer Bedeutung) ist unter anderem eine Selbstbezeichnung von Sprechern indoiranischer Sprachen. Das Adjektiv dazu lautet arisch, gelegentlich auch arianisch im Sinne von „iranisch“ (vgl. aber arianisch). Seit dem 19. Jahrhundert wurden europäische Lehnformen des Wortes Arier in der vergleichenden Sprachwissenschaft verwendet und von dort auch auf andere Bereiche übertragen. Es wurde in den Rasseideologien des 19. und 20. Jahrhunderts zur Bezeichnung von Angehörigen bestimmter Menschengruppen adaptiert, die nach Zugehörigkeit zu einer „Rasse“ beziehungsweise „Herrenrasse“ definiert wurden.

## Geschichte

### Ursprung
Zur Herkunft der Arier gibt es Forschungen aus der Sprachwissenschaft, der Archäologie und der Populationsgenetik. Seit den 1970er Jahren sind die Historiker mit einer Fülle von neuen Informationen konfrontiert, die aus archäologischen Unternehmungen seit dem Zweiten Weltkrieg stammen und neue Modelle für Besiedlungen verlangten. Die Ausgrabungen fanden in der damaligen Sowjetunion, in Iran, Afghanistan und Pakistan statt. Diese Gebiete waren aus archäologischer Sicht bis dahin unerforscht.
Die Verwendung der iranischen beziehungsweise altindischen Formen des Wortes Arier in den ältesten überlieferten Nachweisen, im Avesta und in den Veden, legt die Existenz eines zentralasiatischen Volkes mit dieser Selbstbezeichnung nahe. Eine andere wissenschaftliche Meinung ist der Ansicht, dass es mit dem ausgeprägten religiösen Sinn des Avesta und des Rigveda heute unmöglich zu beweisen ist, dass das Wort ursprünglich die Bezeichnung einer Ethnie gewesen sein könne. Die Sprache, die Wortverbindungen und die religiöse Atmosphäre des Avesta und Rigveda seien sich so nahe, dass die nachgewiesene Spaltung der indoiranischen Gruppe nicht viel früher als zur Zeit der Entstehung der ältesten Texte der beiden Sammlungen geschehen sein könne. Deren indoiranische Urheimat, Airyanem Vaejah genannt, könnte vor der Spaltung Heimat einer einheitlichen Gruppe gewesen sein. Manche Experten verorten sie ungeachtet ideologischer Rassentheorien in Choresmien.
Man nimmt an, ohne die Texte der Mittani zu berücksichtigen, dass arische Gruppen zwischen 2200 und 1800 v. Chr. existiert haben. Dies bedeutet nicht zwingend, dass sie sprachlich und religiös vereint waren oder dass man von einer politisch-religiösen indoiranischen oder proto-indoarischen Einheit ausgehen kann. Die irano-mazdäische Gruppe zum Beispiel weist sehr viele Dialekte auf. Das Avesta und die altpersischen Überlieferungen können allein diese Vielfältigkeit nicht erklären. Auf der anderen Seite kann die Konstante mit dem Veda auch nicht darüber hinwegtäuschen, dass die indoarische Gruppe bei ihrem Eintritt in Indien stark fragmentiert war. Ein zusätzlicher Punkt ist die seit je her feindliche Beziehung zwischen mazdäischen Iranern und vedischen Indoariern. Jean Kellens hat gezeigt, dass seit den frühesten Belegen das avestische Wort airiia Iraner bedeutet und alle, die nicht iranisch sprechen und nicht dem Mazdaismus angehören, davon ausgeschlossen sind. Ebenso bezeichnet das vedische Substantiv ǎrya die Priester, die das vedische Sanskrit sprechen, und schließt damit die Iraner aus. Das vedische Adjektiv ārya bedeutete laut Paul Thieme ursprünglich „gastfrei“. Später, schon zur Zeit Siddhartha Gautamas, hatte sich die Bedeutung zu „edel“ gewandelt. Wenn sich ǎrya und airiia trotz ihrer gemeinsamen Wurzeln einander ausschließen, wird nach dieser Meinung vorgeschlagen, das Wort Arier nicht mehr für die individuellen Sprecher der indoiranischen Sprachen zu verwenden. Völlig unterschiedliche Bezeichnungen für die sozialen Schichten im Rigveda, Avesta und in den achämenidischen Inschriften, wie die Wörter für Priester, Gemeine und Krieger, lassen sich zudem besser mit den Begriffen aus den unabhängigen Entwicklungen erklären als vom Ursprung her.
Um 2000 bis 1500 v. Chr. soll der indische Zweig (Indo-Arier) der „Arier“ (आर्य), dessen Sprache Vedisch war, nach Nordwestindien eingewandert sein. Die iranischen „Arier“, die zu den Vorfahren der heutigen iranischen Völker wurden, wanderten im 11. bis 10. Jahrhundert v. Chr. in die heutigen Länder Afghanistan, Iran und Tadschikistan ein. Aus dem Volksnamen entstand der avestische Ländername airy-nam (heute „Iran“).

### 5. Jahrhundert v. Chr.

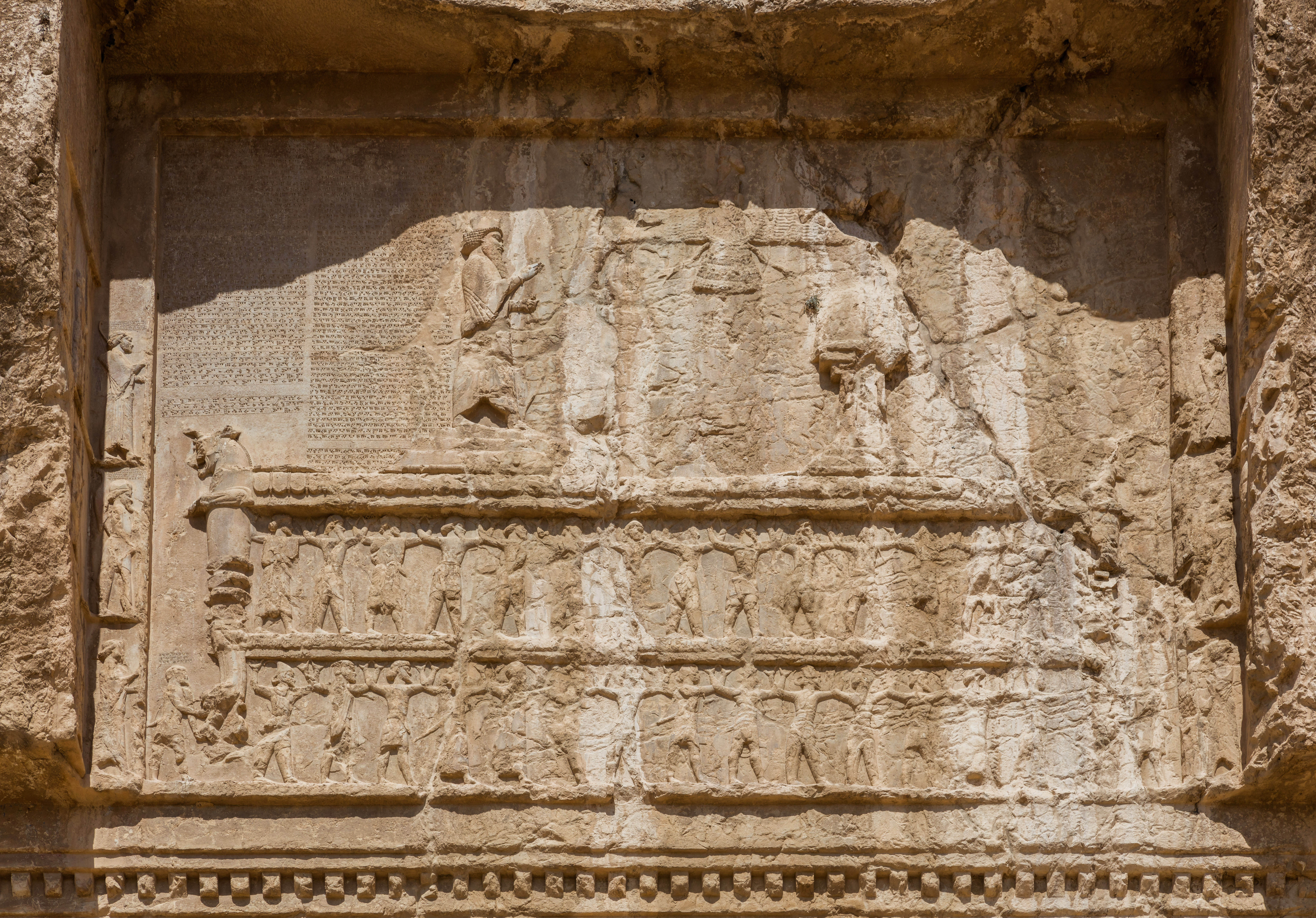
Die Inschrift von Naqsch-e Rostam. Der Text ist oben links hinter der Figur des Königs.

Der Begriff Arier wird um 500 v. Chr. fassbarer. Der achämenidische König Dareios I. proklamierte in einer Inschrift in Naqsch-e Rostam, in der Nähe des heutigen iranischen Schiras:

„Ich bin Darius, der große König […], ein Perser, Sohn eines Persers, ein Arier, welcher eine arische Abstammung hat.“

Die persische Keilschrift, deren Entwicklung er für die Behistun-Inschrift veranlasst haben soll, nannte er „arisch“.
In den Inschriften wird der Begriff für die Herkunft der Achämeniden und die altpersische Schrift verwendet. Ebenfalls hat die Wortwahl einen Bezug zum Avesta. Die Hinweise aus den Quellen werden von Wissenschaftlern aus verschiedenen Blickwinkeln mit unterschiedlichen Betonungen interpretiert. Der italienische Historiker Gherardo Gnoli geht, basierend auf den Inschriften und der Tatsache, dass Dareios I. und Xerxes I. (486–465 v. Chr.), „ein Arier mit arischer Sprache“, mit dem Adjektiv arya den Stamm bezeichneten, dem sie mit Stolz angehörten, von der Existenz eines seit dem 6. Jahrhundert bestehenden Nationalbewusstseins aus. In Iran besaß – im Gegensatz zum auch in religiösem und sprachlichem Konnex gebrauchten altindischen Wort arya – der Begriff arya laut dem französischen Sprachwissenschaftler Émile Benveniste und Gnoli vor allem eine ethnische Bedeutung. Demgegenüber stellt der Avesta-Kenner Jean Kellens fest, dass es zwar kein bekanntes achämenidisches Dokument gibt, das einen bekannten avestischen Text direkt zitiert. Aber es existieren Übereinstimmungen in einzelnen Merkmalen, Wörtern und Namen. Deshalb haben die Begriffe in den Königsinschriften, die auf das Avesta hindeuten, auch eine religiöse Komponente. Er hält in einer Untersuchung, die die Übereinstimmung zwischen dem avestischen airiia- und dem vedischen arya- nachweist, fest:
| Etre airiia/āriya, à l’époque avestique et achéménide, c’est certes parler une langue spécifique, […], mais c’est aussi descendre des hommes que Yima rassemblés et faire partie de ceux qu’attend l’immortalité spirituelle aménagée par Zaraθuštra, en attendant mieux à la fin des temps. | Airiia/āriya zu sein bedeutet in der avestischen und achämenidischen Zeit eine bestimmte Sprache zu sprechen, […], aber es bedeutet auch, von den Menschen, die Yima versammelt hat, abzustammen. Sie gehören zu denjenigen, auf die die geistige Unsterblichkeit wartet, die von Zaraθuštra eingerichtet wurde, in der Erwartung, am Ende der Zeiten besser dazustehen. |

Für Wouter F. M. Henkelman ist die Verwendung des Begriffs Arier Teil der Herrschaftsideologie der Achämeniden. Es bedeute nicht, einer ethnischen oder kulturellen Identität anzugehören, sondern war Ausdruck des besonderen Status, den sich die persischen Könige in Anbetracht der Realitäten ihrer Zeit zu Nutze gemacht hatten. Es gehörte zu einer mythischen Vergangenheit, die für ihre verschiedenen iranischen Kontexte konstruiert und angepasst wurde.
Der antike Schriftsteller Herodot schreibt zum Begriff, dass die Meder früher „Arier“ (Arioi) genannt wurden. Seine Darstellung gilt heute als überholt.

## Wortgebrauch

### Verwendungen durch Sprecher indoiranischer Sprachen
Der neupersische Name ایران Īrān (mittelpersisch Ērān als Kurzform von ērān-šahr so bereits im Sassanidenreich gebraucht) bedeutet „Land der Arier“ (siehe Eran (Begriff)). Das im Paschtunischen erst in jüngerer Zeit (seit 1943) verbreitete Wort آريانا Āryānā geht auf die Nachrichten antiker griechischer und lateinischer Autoren zurück, wonach Ariana der Name der östlichen Provinzen des Achämenidenreiches, entsprechend dem heutigen Afghanistan und Teilen Irans, Tadschikistans, Usbekistans und Turkmenistans, gewesen sei. Als Gott der arya wird in Texten des 3. Jahrhunderts Ahura Mazda angegeben.
Mohammad Reza Pahlavi, Schah von Persien aus der seit den 1920er Jahren regierenden Familie Pahlavī, ließ sich im Jahr 1967 vom iranischen Parlament den Königsnamen ‚Licht der Arier‘ (āryā-mehr / آريا مهر) im Sinne des seit der Machtübernahme seines Vaters Reza Schah Pahlavi geförderten modernen iranischen Nationalismus zulegen, wobei er den aus dem Französischen re-importierten Ausdruck āryā / آريا benutzte, der im Persischen in dieser Form nie existierte.

### Verwendungen in der Sprachwissenschaft
Anquetil-Duperron führte den Ausdruck in seiner Übersetzung des Zend-Avesta 1771 ins Französische ein (Ariens), in den 1770er Jahren wurde er von dort ins Deutsche übernommen (Arier, J. G. Rhode).
Christian Lassen hat den Ausdruck „Arier“ seit 1847 zur Bezeichnung für die (hypothetischen) Sprecher des Altindischen verwendet, auch spätere Indogermanisten verwendeten den Ausdruck mit Beschränkung auf die Sprecher indoiranischer oder iranischer Sprachen. Seit dem Erweis des Keltischen als einer indogermanischen Sprache durch Adolphe Pictet wurde jedoch auch eine viel breitere Bezeugung des Ausdrucks unterstellt (Éire ‚Irland‘ sollte dieselbe Wurzel aufweisen), so dass eine Verwendung des Ausdrucks für alle Sprecher indogermanischer Sprachen nahezuliegen schien. Diese Verwendungsweise war wegen Friedrich Max Müllers großen Einflusses vor allem in England lange Zeit üblich, hat sich aber nie ganz durchgesetzt. Bereits durch die Entdeckung des Palatalgesetzes (1877) war die generalisierende Verwendung nicht mehr sinnvoll, da seither gesichert ist, dass die indoiranischen Sprachen der Ausgangssprache nicht so nahestehen, wie man vorher glaubte.
Als Indoiranische Sprachen wird eine Gruppierung bezeichnet, die aus drei historisch belegten alten Sprachen hervorgegangen ist, nämlich der altiranischen Sprache des Avesta und den altpersischen Sprachversionen der achämenidischen Königsinschriften, die einige gemeinsame Neuerungen aufweisen, und als dritte der altindischen Sprache des Rigveda. In jüngerer Zeit wird der Ausdruck in der vergleichenden Sprachwissenschaft nur noch als Wortbestandteil der Sprachbezeichnung „indoarisch“ für die Familie des Altindischen und seiner Tochtersprachen gebraucht, nicht zuletzt, um im Englischen die Unterscheidung von den „Indian languages“ (also Indianersprachen) sicherzustellen, als auch die Abgrenzung von den nicht-indogermanischen Sprachen Indiens wie zum Beispiel Tamil. Die Sprachen, die auf dem Gebiet des heutigen Irans gesprochen werden, gehen alle auf die airiia-sprechenden Gruppen zurück. Man kann sagen, dass alle iranischen Sprachen mit dem Begriff „iranoarisch“ zutreffender beschrieben wären. Der Begriff wird aber nicht verwendet.
Im Sprachgebrauch außerhalb der vergleichenden Sprachwissenschaft ist der Ausdruck „arisch“ seit dem 19. Jahrhundert in erster Linie als generalisierte ethnische Bezeichnung üblich geworden, oft auch mit starker Betonung des „rassischen“ Aspekts. Nach dem Zweiten Weltkrieg wurde eine Verwendung, die über den engsten Anwendungsbereich hinausgeht, in der Fachwelt eher unüblich. Heute findet sich diese Verwendung im Grunde nur noch im rassistischen Vokabular.

## „Ariertum“ als Ideologie

### Thesen über die Urheimat
In der Diskussion um die „Urheimat“ seit der Mitte des 19. Jahrhunderts haben nationalistische Gründe oft eine wichtige Rolle gespielt. So wurde die Annahme einer Herkunft aus den westasiatischen Steppen von dem Archäologen Gustaf Kossinna (1902) und von dem Indogermanisten Hermann Hirt (1905) zugunsten einer Herkunft aus dem geographischen Bereich Norddeutschlands oder Skandinaviens abgelehnt. Zusammen mit der zusätzlichen Annahme, Menschen „nordischen“ Aussehens seien die reinste Ausprägung des ethnischen „Ariers“, öffnete diese vor allem in deutsch- und englischsprachigen Ländern vertretene Auffassung die vergleichende Sprachwissenschaft für das verstärkte Eindringen völkisch-rassistischer Theorien, die sich so mit einer wissenschaftlichen Legitimation ausstatten konnten.

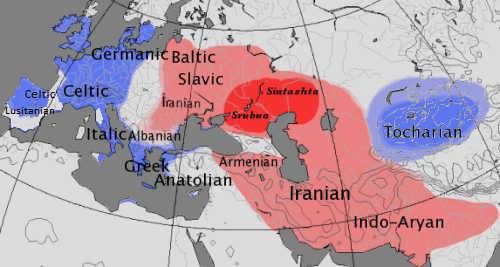
Indo-europäische Sprachen, insbesondere in südöstlicher Richtung die indoarischen Sprachen in ihrer Verbreitung in Eurasien im 6. Jahrhundert v. Chr.

In jüngerer Zeit wurden nationalistisch motivierte Lokalisierungen der „Urheimat“ besonders von hindu-nationalistischen Gruppen und Parteien wie der Bharatiya Janata Party bemüht, so die Indigenous Aryan Theory, die im Umfeld der Hindutva die „Arier“ als autochthone Bevölkerung des indischen Subkontinents und nicht als Einwanderer ansieht. Von dort aus seien Arier nach Europa gewandert. Die bronzezeitliche Indus-Kultur basiere nicht auf dravidischen Wurzeln, sondern sei vedischen Ursprungs (siehe auch Out-of-India-Theorie). Wissenschaftlich werden diese Vorstellungen ganz überwiegend abgelehnt.

### Von der Sprachwissenschaft zu den Rassentheorien

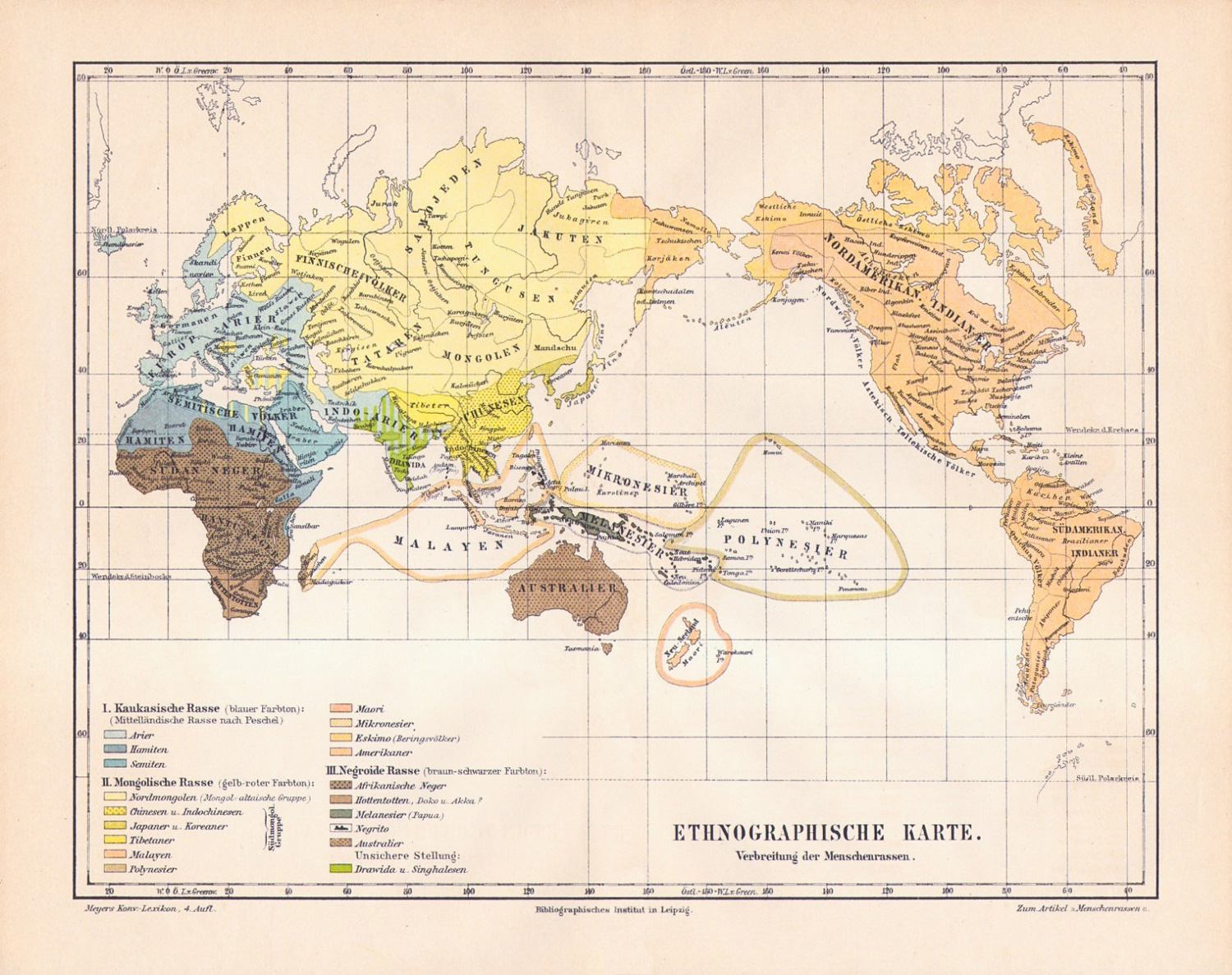
Rassevorstellungen im 19. Jahrhundert

Im 19. Jahrhundert wurden zunächst sprachwissenschaftliche Anschauungen zunehmend in ethnischem und rassischem Sinn umgedeutet oder in imaginierte Genealogien überführt. Die durch die Sprachwissenschaft erschlossene Verwandtschaft der indogermanischen Sprachen wurde im Sinn einer ethnischen Genealogie verstanden. So verbreitete sich die Ansicht, die hellhäutigen Europäer stammten von den „Ariern“ ab, die bei ihren Wanderungen als Kriegeradel einheimische Völker unterworfen und als „Kulturbringer“ gewirkt hätten.
Besonders wirksam vertrat (der frühe) Friedrich Max Müller im Anschluss an Christian Lassen entsprechende Vorstellungen über die Besiedlung und Geschichte Indiens, die er mit einer Idealisierung des Kastensystems und dem Vorschlag einer Zusammenarbeit mit den vedischen höheren Kasten, insbesondere den Brahmanen, verband. Seine negative und stark rassebezogene Sicht der von den Ariern Unterworfenen in den unteren Kasten milderte er später ab, die Muster seiner Interpretation indischer Geschichte behielt er bei. Diese Ideen wurden sowohl von den Briten zur Festschreibung und Regulierung des vorgefundenen Kastensystems herangezogen wie innerhalb der hinduistischen Eliten für die Formung eines indischen Nationalbewusstseins genutzt. Es bestehen Kontinuitätslinien zur säkularen indischen Unabhängigkeitsbewegung wie zur Hindutva-Bewegung. Ähnlich der positiven Rezeption arischer Eroberer durch Briten und Inder aus höheren Kasten wurden Müllers Vorstellungen einer besonderen arischen Qualität der Germanen in Deutschland gelesen, wo auch seine Gegenüberstellung von Ariern und Semiten einflussreich war, denen er jeweils unterschiedliche Ideen in der Weltgeschichte zuschrieb. Arische Sprachkulturen verstand er als mythisch orientiert, semitische als „theologisch“. Zwar warnte er davor, diese Sprachfamilien mit physischer Rasse zu verwechseln oder gleichzusetzen, tatsächlich protestierte er gegen solche Versuche; es verstoße gegen „jede Logik“, von „arischer Rasse“ oder „arischen Schädeln“ zu reden – jedoch vergeblich. Müllers Annahmen ließen sich radikalisieren und fanden sich vulgarisiert und ins Rassistische gewendet in Ariosophie und Texten Houston Stewart Chamberlains wieder.
Arthur de Gobineau folgte der Deutung Friedrich Schlegels, Arier bedeute ‚die Ehrenhaften‘ (les hommes honorables). In seinem Versuch über die Ungleichheit der Menschenrassen stellt er einen etymologischen Zusammenhang zwischen „Arier“ und dem deutschen Wort „Ehre“ her. Gobineau kannte drei Rassen: die weiße, die gelbe und die schwarze. An erster Stelle stand bei ihm die weiße Rasse und innerhalb dieser wiederum die „Arier“. Nahezu alle nicht-europäischen Kulturen, dies ist die Kernthese, sollen durch arische Eroberervölker begründet worden sein.
Gobineau knüpfte an die deutsche Indogermanistik an und postulierte, die arische oder nordische Rasse sei allen anderen Rassen überlegen und in ihrer reinsten Form durch den französischen Adel repräsentiert. Damit verband er die negative Bewertung der „Vermischung“ von Rassen. Die Sprachwissenschaft rezipierte diese Theorie nicht, doch wurden Gobineaus Thesen im deutschen Sprachraum insbesondere im Bayreuther Kreis der Anhänger Richard Wagners aufgenommen, vor allem bei Ludwig Schemann und Houston Stewart Chamberlain. In Die Grundlagen des neunzehnten Jahrhunderts (1899) knüpfte Chamberlain in wesentlichen Punkten an Gobineau und an Friedrich Max Müller an. Er betrachtete jedoch das deutsche Volk als die reinste Ausprägung der arischen Rasse und verband damit einen ausgeprägten Antisemitismus, ohne allerdings selbst zur Vernichtung der Juden aufzurufen.
Helena Petrovna Blavatsky, die Begründerin der esoterischen Theosophie, verwendete die Bezeichnung „arisch“ in ihrer Wurzelrassen-Lehre. Als Wurzelrassen (englisch root races) betrachtete sie Epochen der Entwicklung der Menschheit, wobei die arische Wurzelrasse die gegenwärtige Epoche sei.

### Nationalsozialismus
Adolf Hitler und der Nationalsozialismus nahmen mit den rassistischen Vorstellungen des 19. Jahrhunderts auch die mit dem Ausdruck „Arier“ verbundenen Vorstellungen auf und radikalisierten sie. Hitlers Mein Kampf stellt die angeblich allein kulturbringenden, aber fortwährend von Rassenmischung bedrohten Arier der als parasitär verstandenen jüdischen Rasse gegenüber, welche allein materialistisch orientiert sei und die Arier – und damit die gesamte Welt, da allein Arier kulturschaffend wären – tödlich bedrohe. Im nationalsozialistischen Sprachgebrauch war das Wort das Antonym von „Jude“. Seit 1935 wurde „arisch“ jedoch nicht mehr als amtlicher Rechtsbegriff verwendet. An die Stelle des in dem Gesetz zur Wiederherstellung des Berufsbeamtentums verwendeten Ausdrucks „Arier“ trat die in den Nürnberger Gesetzen (September 1935) gebrauchte Formulierung „Staatsangehörige deutschen oder artverwandten Blutes“, kurz „deutschblütig“. Für den Zugang zu bestimmten Berufen und von Mitgliedern der NSDAP wie der SS wurde ein sogenannter Ariernachweis verlangt.
Außerhalb der Rechtssprache wurden der Ausdruck und Ableitungen davon aber weiter gebraucht. Unter dem Begriff „Arisierung“ betrieb das NS-Regime eine Enteignung insbesondere der Juden.
Von Neonazis im deutschsprachigen Raum, aber auch weißen Rassisten, zum Beispiel von den Aryan Nations in den USA, wird der Begriff „Arier“ als Bezeichnung der „weißen Rasse“ benutzt.